# Cucal negre gros
El cucal negre gros (Centropus menbeki) és una espècie d'ocell de la família dels cucúlids (Cuculidae) que habita la selva humida de Nova Guinea i les properes illes Aru, Raja Ampat, Yapen i Numfor.